# 宮本敏雄
宮本 敏雄（みやもと としお、本名：アンドリュー・トシオ・ミヤモト（Andrew Toshio Miyamoto）、1933年4月26日 - 2017年12月19日）
は、アメリカ合衆国・ハワイ準州（Territory of Hawaii）マウイ島出身のプロ野球選手（外野手）。愛称はエンディ宮本。

## 経歴
ハワイのボールドウィン高校卒業。ハワイ陸軍選抜チームでは五番打者を務め、メジャーリーグと対戦して本塁打を打ったことが評判となり、1955年5月2日に読売ジャイアンツに入団する。
1年目から外野の控えとして51試合に出場する。2年目の1956年には南村侑広に替わって右翼手のレギュラーに定着してクリーンアップを打ち、打率.263（リーグ8位）、19本塁打、69打点を記録し打点王のタイトルを獲得。翌1957年も打率.259（リーグ9位）、21本塁打、78打点と二年連続で打点王に輝いた。同年にはリーグ最多の109三振も記録している。
腰を痛めて1958年以降成績が急激に落ち込み、1959年を除いて毎年2割4分に満たない低打率にあえぐ。一方で大舞台に強く、オールスターゲームでは1957年の第2戦、1958年の第1戦と最優秀選手を2回獲得。日本シリーズでも、1961年の日本シリーズではシリーズ首位打者になるとともに、第3戦の逆転タイムリー安打、第4戦の9回裏二死満塁からの逆転サヨナラ安打が評価され、最優秀選手を獲得した。なお1957年の日本シリーズでも敢闘賞を受賞している。
1963年1月8日に北川芳男との交換トレードで、高林恒夫とともに国鉄スワローズに移籍。国鉄では五番打者を務め、打率.252、11本塁打を記録する。1964年は代打要員となり、1965年に球団の経営権が国鉄からサンケイに譲渡される中での経営立て直し策の結果、町田行彦・土屋正孝とともに退団し、現役を引退した。引退後はハワイ・ヒッカム空軍基地に勤務し、のち実業家となった。
大正製薬の栄養ドリンク『リポビタンD』の初代CMキャラクターでもあった（2代目が王貞治）。

## 選手としての特徴
筋肉隆々の体躯と寒い時でも半袖でむき出した丸太ん棒のような腕っ節でバットを力一杯振り回すパワーヒッター。三振も多かったが、三振しても必要以上に悪びれることなく、笑顔で戻ってくるところがかえって新鮮な魅力となり、その爽やかな笑顔は「百万ドルのエクボ」とも呼ばれ、女性ファンからアイドル的な人気があった。

## 人物
巨人在籍当時、『七光会』を結成していた水谷良重・東郷たまみ・朝丘雪路と親交があり、宮本が楽屋を訪ねたり、3人が球場に応援に来ることがあったという。なお、妻は巨人のチームメイトであった内藤博文の実妹で、女優の内藤貴美子。

## 詳細情報

### 年度別打撃成績
| 年 度      | 球 団      | 試 合 | 打 席 | 打 数 | 得 点 | 安 打 | 二 塁 打 | 三 塁 打 | 本 塁 打 | 塁 打 | 打 点 | 盗 塁 | 盗 塁 死 | 犠 打 | 犠 飛 | 四 球 | 敬 遠 | 死 球 | 三 振 | 併 殺 打 | 打 率 | 出 塁 率 | 長 打 率 | O P S |
| ---------- | ---------- | ----- | ----- | ----- | ----- | ----- | -------- | -------- | -------- | ----- | ----- | ----- | -------- | ----- | ----- | ----- | ----- | ----- | ----- | -------- | ----- | -------- | -------- | ----- |
| 1955       | 巨人       | 51    | 201   | 183   | 23    | 48    | 3        | 1        | 6        | 71    | 22    | 4     | 4        | 1     | 1     | 13    | 0     | 3     | 40    | 7        | .262  | .322     | .388     | .710  |
| 1956       | 巨人       | 113   | 438   | 392   | 55    | 103   | 12       | 5        | 19       | 182   | 69    | 8     | 6        | 6     | 3     | 34    | 0     | 3     | 70    | 11       | .263  | .326     | .464     | .791  |
| 1957       | 巨人       | 129   | 520   | 459   | 65    | 119   | 20       | 6        | 21       | 214   | 78    | 6     | 6        | 5     | 3     | 49    | 4     | 4     | 109   | 10       | .259  | .336     | .466     | .802  |
| 1958       | 巨人       | 107   | 323   | 302   | 23    | 66    | 6        | 1        | 6        | 92    | 23    | 10    | 3        | 3     | 3     | 13    | 1     | 2     | 58    | 7        | .219  | .256     | .305     | .560  |
| 1959       | 巨人       | 78    | 214   | 197   | 18    | 56    | 2        | 1        | 8        | 84    | 24    | 1     | 3        | 2     | 0     | 15    | 0     | 0     | 34    | 7        | .284  | .335     | .426     | .761  |
| 1960       | 巨人       | 112   | 333   | 290   | 32    | 66    | 11       | 2        | 8        | 105   | 25    | 2     | 5        | 5     | 2     | 29    | 2     | 7     | 41    | 11       | .228  | .313     | .362     | .675  |
| 1961       | 巨人       | 112   | 326   | 290   | 29    | 69    | 12       | 2        | 7        | 106   | 41    | 6     | 4        | 4     | 1     | 27    | 0     | 4     | 48    | 6        | .238  | .312     | .366     | .677  |
| 1962       | 巨人       | 115   | 388   | 350   | 24    | 83    | 14       | 2        | 4        | 113   | 24    | 4     | 3        | 3     | 2     | 30    | 1     | 3     | 61    | 9        | .237  | .303     | .323     | .626  |
| 1963       | 国鉄       | 118   | 392   | 357   | 37    | 90    | 13       | 1        | 11       | 138   | 47    | 7     | 2        | 5     | 2     | 26    | 0     | 2     | 46    | 13       | .252  | .306     | .387     | .693  |
| 1964       | 国鉄       | 72    | 112   | 97    | 3     | 26    | 5        | 0        | 0        | 31    | 6     | 1     | 1        | 1     | 1     | 10    | 0     | 3     | 17    | 3        | .268  | .355     | .320     | .674  |
| 通算：10年 | 通算：10年 | 1007  | 3247  | 2917  | 309   | 726   | 98       | 21       | 90       | 1136  | 359   | 49    | 37       | 35    | 18    | 246   | 8     | 31    | 524   | 84       | .249  | .314     | .389     | .703  |

- 各年度の太字はリーグ最高

### タイトル
- 打点王：2回（1956年、1957年）

### 表彰
- 日本シリーズMVP：1回（1961年）
- 日本シリーズ敢闘賞：1回（1957年）※セ・リーグ選手初の受賞
- 日本シリーズ首位打者賞：1回（1961年）
- オールスターゲームMVP：2回（1957年 第2戦、1958年 第1戦）

### 記録
- オールスターゲーム：3回（1956年、1957年、1958年）

### 背番号
- 40（1955年 - 1964年）

## 脚註
1. ↑  “Obituary for Andy T. Miyamoto”. Mililani Memorial Park & Mortuary. 2023年7月18日閲覧。
2. ↑  “Andy T. Miyamoto Obituary”. Honolulu Star-Advertiser. 2023年7月18日閲覧。
3. ↑  “PFC Andy Toshio Miyamoto (1933-2017)”. Find a Grave Memorial. 2023年7月18日閲覧。
4. 1 2 3 4  『日本プロ野球 歴代名選手名鑑』303頁
5. ↑  『日本プロ野球トレード大鑑』92頁
6. ↑  『プロ野球人名事典』481頁
7. 1 2  『ジャイアンツ栄光の70年』52頁
8. ↑  『巨人軍の男たち』183頁